# Список серий аниме «Кэнди-Кэнди»
Данная статья содержит список серий аниме-сериала «Кэнди-Кэнди», созданного Тэцуо Имадзавой по манге Кёко Мидзуки и Юмико Игараси. Аниме-сериал был создан студией Toei Animation. Сериал начали показывать в Японии 1 октября 1976 года на канале TV Asahi. Хотя Кэнди-Кэнди была анимационной программой, она содержала элементы мыльной оперы и имела продолжающуюся историю, поэтому каждая серия начиналась там, где кончалась предыдущая.
| 1 | «Милая девочка, отлично бросающая лассо» «Нагэнава дзё:дзу но сутэкина ко» (投げなわ上手のすてきな子)                    | 1 октября 1976 года   | 25 октября 1994 года |
| История начинается, когда Кэнди и Энни найдены мисс Пони и сестрой Марией Рейн в сиротском приюте. Они найдены в один и тот же снежный зимний день. Кэнди была названа в честь куклы, что была в ее корзине. Девочки растут сестрами. Кэнди совсем не хочет быть удочеренной, а Энни мечтает о родителях, но не хочет расставаться с любимой сестрой. Тома, мальчика который помог их найти, хочет усыновить фермер. Он скор и резок на расправу, но Том готов любить его и таким. | |                       |                      |
| 2 | «Отправляемся! Большое приключение для двоих» «Тобидасэ! Футари дэ бо:кэн!» (飛び出せ！ふたりで冒険)                     | 8 октября 1976 года   | 26 октября 1994 года |
| Энни грустит все сильнее оттого, что у нее нет ни мамы ни папы. И Кэнди, чтоб развеселить Энни, ведет ту на пикник. Бродя по лесу, они чуть не утонули в реке, но их спас мужчина. Это был мистер Брайтон. Он разрешил девочкам покататься на лошадях, однако там Кэнди поссорилась с Энни. Энни ночует в усадьбе, а Кэнди сбегает в дом Пони. | |                       |                      |
| 3 | «"До свидания" из кареты» «Саё:нара о хакобу бася» (さようならをはこぶ馬車)                                              | 15 октября 1976 года  | 27 октября 1994 года |
| Мистер Брайтон устраивает шашлыки во дворе детского дома, чтоб порадовать детей. Однако он не просто так приехал. Он хочет удочерить Кэнди. А та этого не хочет. Она даже придумывает интригу с мокрой простыней. Это срабатывает. Теперь супруги Брайтон хотят удочерить тихую и спокойную Энни. У Энни не хватило духу отказаться от мечты. Но Кэнди находит в себе силы простить подругу. | |                       |                      |
| 4 | «Ты выглядишь лучше, когда улыбаешься!» «Эгао но хоу га каваи: ё!» (笑顔の方がかわいいよ!)                               | 22 октября 1976 года  | 28 октября 1994 года |
| Кэнди жить не может без писем Энни и ради них готова на все. Даже украсть сумку почтальона, чем очень печалит последнего. Энни пишет письма Кэнди, но ее новая мама - миссис Брайтон - запрещает ей писать в дом Пони. Ведь это позор. Расстроенная Кэнди, получив последнее письмо, бежит плакать на холм, и там встречает странного мальчика, "одетого, как принц" - в национальный шотландский костюм. Он нарекается ею принцем с холма. Кэнди хотят удочерить. Она думает что это от "принца" и соглашается. Тем более ей говорят, что рядом живет Энни. | |                       |                      |
| 5 | «С сегодняшнего дня - леди?» «Кё: кара одзё:сама?» (今日からお嬢さま?)                                                   | 29 октября 1976 года  | 31 октября 1994 года |
| Кэнди своим ходом добирается до дома Лэганов. Чтобы быть сразу же облитой холодной водой с балкона наследниками семьи. "Принца" здесь не оказалось, только невоспитанные дети-погодки - Нил и Элиза и их мать. Нил и Элиза кидают кошку и попадают в служанку, которая шла рядом с Кэнди, и та падает с лестницы. Сам же Нил начинает вытирать ночной сорочкой Кэнди перила. За что и получает тумаков от Кэнди. Кэнди заставляют встать на колени и просить прощения за это, шантажируя тем, что уволят пострадавшую служанку. | |                       |                      |
| 6 | «Человек, встреченный у розовых ворот» «Бара но мон дэ атта хито» (バラの門で逢った人)                                   | 5 ноября 1976 года    | 2 ноября 1994 года   |
| Слуги любят Кэнди - она веселая и дружелюбная, не чурается работы и к тому же побила Нила и заступилась за служанку. Нил и Элиза подстроили очередную гадость. Енота Клина выгоняют из дома Лэганов - он, заступившись за девочку, побил кошку Лэганов. Клин не может расстаться с Кэнди, и та прячет его на конюшне. Устроив очередную гадость, дети Лэганов опять доводят девочку до слез. Убежав в лес, Кэнди встречает впервые Энтони, который очень похож на "принца". | |                       |                      |
| 7 | «Интересно, похожа ли я на леди?» «Одзё:хин ни миэру касира?» (お上品に見えるかしら?)                                    | 12 ноября 1976 года   | 3 ноября 1994 года   |
| Кэнди готовит хлеб с разрешения слуг, и те разрешают ей его забрать. На конюшне она кормит хлебом енота, и его чуть не застукала семья Лэганов. Енота не находят, но обвиняют ее в краже хлеба. Кэнди удается упросить позже мистера Стюарта Лэгана оставить енота на конюшне. Элиза опять оклеветала Кэнди, и мадам Лэган хочет сделать Кэнди служанкой. Кэнди сбегает расстроенная, но благодаря этому впервые встречается с Арчи. | |                       |                      |
| 8 | «Письменное приглашение счастья» «Сиавасэ о ёбу сё:тайдзё:» (しあわせを呼ぶ招待状)                                       | 19 ноября 1976 года   | 4 ноября 1994 года   |
| Кэнди берут в город за покупками. Но это опять каверза от Нила и Элизы. Вначале те заставляют таскать девочку тяжелые покупки, а потом под конец бросают ее там совсем одну. Но ее подвозит Стир - в этой серии Кэнди впервые его встретила. Элиза покупает новое платье и запрещает, хвастаясь, прикасаться к нему Кэнди. Однако Кэнди нарушает запрет. Скоро прием, который устраивает мадам Элрой - бабушка Энтони, Стира и Арчи. И девочка получает от Стира и Арчи приглашения, к удивлению семьи Лэган. Кэнди не в чем пойти, и она идет так. | |                       |                      |
| 9 | «Бал, проведенный с тем человеком» «Ано хито то аэта буто:кай» (あの人と逢えた舞踏会)                                    | 26 ноября 1976 года   | 7 ноября 1994 года   |
| Мадам Элрой удивлена, что к ней на прием Лэганы позволили прийти "служанке", причем в таком платье. Элиза и Нил запирают Кэнди в комнате, где, по словам племянников тетушки Элрой, обитает привидение. Кэнди выламывает дверь. Стир и Арчи шьют платье для Кэнди, и на балу, всем на удивление, Кэнди танцует в новом платье. | |                       |                      |
| 10 | «Леди с конюшни» «Умагоя но одзё:сама» (馬小屋のお嬢さま)                                                                | 3 декабря 1976 года   | 8 ноября 1994 года   |
| Кэнди переселяют на конюшню. Теперь "ее комната" там. Энтони признается, что он не ладит с Нилом и Элизой. Стир приводит к Кэнди мальчика Джона, что очень привязан к Кэнди. Кэнди стыдно говорить ему, что она служанка, и решается на обман Джона, выдавая комнату Элизы и ее платья за свои. Обман не проходит даром: ее застукивает Элиза в момент примерки. Вместо того, чтоб наказать Кэнди за дерзость, мадам Лэган велит девочке и дальше ходить в красивом платье. Оказалось, к ней приехала еще гостья - мисс Рейн. Мадам Лэган не хочет "ударить в грязь лицом ": они взяли Кэнди в качестве подруги и компаньонки для Элизы, и должны заботиться, а не селить в конюшне. Это может навлечь позор. | |                       |                      |
| 11 | «Ленточка, связующая сердца» «Кокоро о цунагу ти:сана рибон» (心をつなぐ小さなリボン)                                    | 10 декабря 1976 года  | 9 ноября 1994 года   |
| К Лэганам приехала Энни - она теперь Брайтон и скрывает свое прошлое. Поэтому Кэнди боится с ней заговорить, дабы не навлечь ненужные подозрения. Достаточно того, что ее узнал енот Клин и кинулся ей в ноги. Когда Энни садится на лошадь, то Нил царапает той бок до крови, и взбесившаяся кобыла стала неуправляемой и кинулась вскачь. Кэнди садится на другого коня и кидается в погоню. Ей удается остановить лошадь. Элиза клевещет на Кэнди, при всех обвиняя ее в том, что из-за нее взбесилась лошадь. Энни боится сказать правду. И Кэнди приходится извиняться за то, что она не делала. В благодарность за спасение на столбе конюшни Энни оставляет ей тайно свою ленту. | |                       |                      |
| 12 | «День рождения, пахнущий розами» «Бара но каору тандзё:би» (バラの薫る誕生日)                                            | 17 декабря 1976 года  | 10 ноября 1994 года  |
| Нил ворует розы Энтони и пытается подставить Кэнди, оставляя их у нее. Кэнди не удается вывести ворюгу на чистую воду, и она решает сбежать. Лодка приносит ее к водопаду, где ее спасает бродяга по имени Альберт. Энтони рад, что Кэнди не утонула. И он дарит ей новый сорт, который называет в честь ее - "Прекрасная Кэнди". | |                       |                      |
| 13 | «Одинокая троица» «Хиториботти га саннин» (ひとりぼっちが三人)                                                           | 24 декабря 1976 года  | 11 ноября 1994 года  |
| Нил с Элизой решили напоить лошадей касторкой, для того чтоб вызвать понос. Но не успевают - бродяга Альберт подбивает Нилу глаз. Теперь эта парочка дружно обвиняет во всем Кэнди - по их словам, это она избила Нила. Энтони, Арчи и Стир пытаются убедить взять на воспитание Кэнди, но планам мешает Элиза, обвиняя Кэнди в том, что она в компании бродяги залезла в полуразрушенный дом. | |                       |                      |
| 14 | «Большое дерево, окутанное весенним ветром» «Сунпу: иппай о:кина ки» (春風いっぱい大きな木)                              | 7 января 1977 года    | 14 ноября 1994 года  |
| Кэнди отправляют "в отпуск" - в дом Пони. Там она узнает, что любимое дерево всех детей собирается забрать себе эксцентричный богач. Дети красят в желтый цвет листву дерева, чтоб тот подумал, что дерево погибает, и отказался от затеи. Но пошел дождь и все смыл, и их обман еще больше разозлил богача. Однако ребятам все же удается настоять на своем. | |                       |                      |
| 15 | «Решение, отнявшее счастье» «Сиавасэ о убау кэттэй» (しあわせを奪う決定)                                                 | 14 января 1977 года   | 16 ноября 1994 года  |
| Кэнди обвиняют в воровстве: в ее вещах на конюшне, куда любой мог войти, нашли подброшенные Нилом и Элизой украшения. Теперь ее отправят в Мексику на тяжелые работы. Альберту приходится уходить: его прогоняет из дома-развалины человек с ружьем. | |                       |                      |
| 16 | «Путешествие в незнакомую страну» «Сиранай куни э но табидати» (知らない国への旅立ち)                                    | 21 января 1977 года   | 17 ноября 1994 года  |
| Мадам Элрой запрещает своим племянникам видеться с "воровкой". Слуги верят Кэнди и устраивают в честь нее праздничный обед. Стир, Арчи и Энтони раскалывают Нила, и тот во всем признается. Они требуют от Нила сказать все завтра днем. Но за Кэнди приезжает рано утром грубый и жестокий человек, и они не успевают. | |                       |                      |
| 17 | «На далеких пустынных прериях» «Харука ва каваита арано дэ» (はるかわ渇いた荒野で)                                       | 28 января 1977 года   | 18 ноября 1994 года  |
| Сеньор Гарсия разбивает горшок с розой Кэнди, когда та берет лишнюю чашку воды. Ради того, чтоб помочь бедной семье, Кэнди продает свой ценный подарок - "Прекрасную Кэнди" - коллекционеру роз. | |                       |                      |
| 18 | «Крест, указующий путь в будущее» «Уммэй о митибику дзю:дзика» (運命をみちびく十字架)                                    | 4 февраля 1977 года   | 21 ноября 1994 года  |
| Сеньора Гарсия и Кэнди берут в плен бандиты, но им удается бежать. Сеньора Гарсия делает лучше доброта девочки. | |                       |                      |
| 19 | «Окончание тяжелого путешествия» «Курусими но таби но хатэ ни» (苦しみの旅の果てに)                                      | 11 февраля 1977 года  | 22 ноября 1994 года  |
| Кэнди похитил новый человек по имени Сэм, и девочке не удается никак сбежать. Однако вскоре представляется подходящий случай, и ей удается добраться аж до поместья Эндри. Туда же и приезжает "заказчик похищения", который оказывается работает на дядю Уильяма Эндри - его племянники - это друзья Кэнди. Это Джордж - доверенный мистера Уильяма, и он все объясняет. Оказывается, Кэнди хотят удочерить, на этот раз по-настоящему. | |                       |                      |
| 20 | «Я счастлива будто во сне» «Юме но ё:ни сиавасэна ватаси» (夢のようにしあわせな私)                                       | 18 февраля 1977 года  | 23 ноября 1994 года  |
| Кэнди удочеряет семья Эндри. Для Кэнди устраивают приём в её честь. Среди приглашенных — семейство Лэганов, и Элиза всячески издевается над Кэнди. Во время приёма Энтони думает о том, что любой мужчина на его месте женился бы на Кэнди. | |                       |                      |
| 21 | «Голубь, принесший дружбу» «Ю:дзё: о цутаэру хато» (友情を伝える鳩)                                                      | 25 февраля 1977 года  | 24 ноября 1994 года  |
| Энтони и Кэнди разлучились по приказу мадам Элрой. Энтони отправился в далекое поместье, где он не один, а с Томом. Они скучают друг по другу, и Энтони пишет письма Кэнди с помощью голубей. Кэнди, Стир и Арчи пытаются ему отправить посылку с помощью воздушного шара, но тот попадает к Элизе и страшно ее пугает. Нил и Элиза жалуются мадам Элрой, после чего та требует от Кэнди отговорить Энтони от участия в родео, ибо это марает честь семьи. | |                       |                      |
| 22 | «Не сдавайся, Энтони!» «Макэнайдэ Ансони:!» (負けないでアンソニー!)                                                      | 4 марта 1977 года     | 25 ноября 1994 года  |
| Кэнди, Энтони, Стир и Арчи участвуют в родео. Энтони побеждает с хорошим отрывом. | |                       |                      |
| 23 | «Первое свидание» «Хадзимэтэ но дэйто» (はじめてのデイト)                                                                | 11 марта 1977 года    | 28 ноября 1994 года  |
| Кэнди и Энтони ходят по городу. Вначале они пытаются отдать бычка - приз с родео, которого мадам Элрой не разрешила держать. А потом, получив за него деньги, хоть и не просили их, думают, на что их потратить. У Кэнди не было денег, она сирота. А Энтони жил на всем готовом и, оказывается, тоже ни разу не держал их в руках. Веселясь, они катаются на карусели, едят хот-дог и заходят к гадалке. Гадалка предсказывает Кэнди счастье, но отказывается говорить Энтони о его судьбе. В конце концов Энтони и Кэнди взбираются на колокольню, где их и находят. | |                       |                      |
| 24 | «Мой Энтони...» «Ватаси но Ансони:» (私のアンソニー)                                                                     | 18 марта 1977 года    | 29 ноября 1994 года  |
| Кэнди беспокоится о словах гадалки. Мадам Элрой сменяет гнев на милость и печет пироги, пытаясь этим показать, что признала Кэнди и приняла ее в семью и свое сердце. Беспокоясь об Энтони, Кэнди отказывается от еды, чем обижает мадам. Но потом они мирятся, благодаря горничной девочки. На лисьей охоте девочку официально представляют. Кэнди и Энтони скачут вместе. Энтони почти сказал, кто такой "принц с горы", но тут случается страшное - его лошадь попадает ногой в капкан, и юноша разбивается насмерть. | |                       |                      |
| 25 | «Пройти через печаль на пути в завтрашний день» «Канасими о коэтэ асита э» (哀しみを越えて明日へ)                        | 25 марта 1977 года    | 30 ноября 1994 года  |
| Кэнди три дня лежала без сознания в постели, а когда очнулась, то ей сообщают страшную правду. Девочка слишком слаба и не сумела попасть даже на похороны. Элиза и Нил, пользуясь горем мадам Элрой, пытаются нажиться. Нил роется в вещах Энтони, а Элиза пытается забрать себе все бесчисленные кусты роз, совершенно не заботясь, что они погибнут при пересадке. На защиту роз встает Кэнди, даже вопреки воле мадам Элрой. К ней присоединяются даже слуги Лэганов. Элиза, даже грозя увольнением, не может заставить их слушаться. | |                       |                      |
| 26 | «Отец-дерево знает» «Ото:сан но ки ва ситтэиру» (お父さんの木は知っている)                                               | 8 апреля 1977 года    | 1 декабря 1994 года  |
| Кэнди вернулась в "дом Пони", но даже там не может забыть Энтони. Но приходится учиться заново жить в мире, где его больше нет, вспоминая хорошие и важные вещи. В этом ей помогает маленький семилетний мальчик-задира, что недавно попал сюда и совсем не знает Кенди. Горе объединяет их и помогает не чувствовать себя такими одинокими. | |                       |                      |
| 27 | «Подарок ангелов» «Тэнси но пурэдзэн» (天使のプレゼン)                                                                   | 15 апреля 1977 года   | 2 декабря 1994 года  |
| Во время подготовки к Рождеству Кэнди случайно узнает, что мистер Картрайт - владелец земли, на которой стоит "Дом Пони", - собирается расширять пастбища и весной закроет приют. Кэнди и Джим отправляются поговорить с мистером Картрайтом; Кэнди принимает землевладельца за садовника и выкладывает ему все, что думает о "жадном помещике". В качестве извинения Кэнди и другие дети из "Дома Пони" устраивают рождественское представление для Картрайта и его ковбоев. Картрайт решает не трогать "Дом Пони". | |                       |                      |
| 28 | «Глубокий шрам на сердце» «Фукасугиру кокоро но кидзуато» (深すぎる心の傷あと)                                           | 29 апреля 1977 года   | 5 декабря 1994 года  |
| Детей из дома Пони пригласили на ферму, где живет Том. Кэнди все ещё не может забыть Энтони. Том, гарцующий на коне, напоминает о нем, и девочка не может сдержать слез. Она сбегает и горько плачет. Но как из ниоткуда появляется Альберт и журит: каждый должен сам строить её. Кэнди берет себя в руки и решает связать свою жизнь с домом Пони и помогать детям, которые так нуждаются в этом. | |                       |                      |
| 29 | «На корабле к надежде» «Кибо: э но фунадэ» (希望への船出)                                                                | 6 мая 1977 года       | 7 декабря 1994 года  |
| За Кэнди в "Дом Пони" приезжает Джордж: мистер Уильям решил отправить девочку учиться в Лондон. Кэнди не хочет покидать приют, происходит громкая ссора, и Кэнди с Джимми убегают в лес. Идет сильный дождь, и Джимми заболевает. Кэнди понимает, что для того, чтобы заботиться о детях, ей нужно еще многому научиться и соглашается уехать с Джорджем. | |                       |                      |
| 30 | «Любовь, проходящая сквозь бушующие волны» «Аи ва аранами о коэтэ» (愛は荒波を越えて)                                    | 13 мая 1977 года      | 8 декабря 1994 года  |
| По пути в Лондон корабль, на котором плывут Кэнди и Джордж, получает сигнал бедствия. Для спасения потерпевших требуется отклониться от курса. На борту находится один из главных акционеров пароходной компании, который требует своевременного прибытия в порт и телеграфирует в дирекцию о своеволии капитана. От капитана требуют придерживаться курса и грозят увольнением. Капитан выбирает спасение людей. Кэнди убеждает акционера, что он был не прав. Ночью в тумане на палубе она впервые видит Терри. | |                       |                      |
| 31 | «Новый день в старой столице» «Фуруй то но атарисий хи» (古い都の新しい日)                                               | 20 мая 1977 года      | 9 декабря 1994 года  |
| Кэнди прибывает в Англию и встречается со Стиром и Арчи. По пути в Лондон енота предлагают отдать в зоопарк, но Кэнди не хочет. Тогда возникает идея: енот может притвориться меховым воротником. В Лондоне ребята пытаются увидеться с дядюшкой Уильямом, но тот был предупрежден и сбежал. В номере отеля он оставляет записку, где просит не искать с ним встречи. | |                       |                      |
| 32 | «Холм Пони посреди тюрьмы» «Ро: но нака но Пони: но ока» (牢の中のポニーの丘)                                            | 27 мая 1977 года      | 12 декабря 1994 года |
| Колледж Святого Павла - очень строгое место. А еще, как оказалось, там учится и Элиза. Позже Кэнди увидела и Терри. Это случилось тогда, когда все ученики пошли в церковь. Кенди по совету своей соседки Патти надела повседневное платье, но, оказалось, ее обманули - все были одеты в черное. Кэнди вызвала неудовольствие директрисы своим видом. Когда на службу явился Терри, он тоже был одет не по форме. Терри всячески показывал неуважение к правилам. По слухам, он также курил. Элизе понравился такой бунтарь. Однако он обратил внимание на Кэнди. И все потому, что из-за козней Элизы та была одета в белое. | |                       |                      |
| 33 | «Новенькая с морщинками» «Сива но ару синнюсэй» (しわのある新入生)                                                       | 3 июня 1977 года      | 13 декабря 1994 года |
| К Патти приехала бабушка. Ее пришлось скрывать от всех, ведь в колледже разрешены визиты только раз в месяц, и ночевать посторонним строго запрещено. Приезд бабушки сдружил Патти и Кэнди. Скромная Патти больше не хочет делать плохое Кэнди. | |                       |                      |
| 34 | «Конверт, вывернутый наизнанку» «Урагаэси но футо:» (裏がえしの封筒)                                                     | 10 июня 1977 года     | 14 декабря 1994 года |
| Элиза смеется над Кэнди из-за того, что в доме Пони экономят бумагу и используют конверты вторично, вывернув наизнанку. Нил заманил Кэнди в лес, где начинает издеваться над ней со своими друзьями, но ее спасает Терри. Кэнди ночью навещает Арчи и Стира. Ее чуть не ловят. | |                       |                      |
| 35 | «Замечательное воскресенье» «Сутэкина нитиё:би» (すてきな日曜日)                                                         | 17 июня 1977 года     | 15 декабря 1994 года |
| 5 воскресенье - день когда можно погулять по городу, но только в компании опекуна. Друзей Кэнди, а также Элизу и Нила, пригласила мадам Элрой. А Кэнди - нет, потому что та ее расстраивает. Зато приемный отец Анни покатал по городу Кэнди. И сказал что Анни скоро будет учиться с ней. | |                       |                      |
| 36 | «Вновь вернувшиеся улыбки» «Ёмигаэтта хохоэми» (よみがえった微笑み)                                                      | 24 июня 1977 года     | 16 декабря 1994 года |
| Анни избегает Кэнди, чтоб над ней не смеялись, как над Кэнди, из-за того что они обе из детского приюта. Но Анни это тщательно скрывает. Арчи просит Анни подружится с Кэнди, не зная об их прошлом. Это очень расстраивает девочку, которая без ума от Арчи, но видит, как искренне тот заботится о Кэнди. Анни просит Кэнди уступить ей Арчи, но та заявляет, что они всего лишь друзья. Кэнди, обнаружив очередной раз курящего Терри, дарит ему гармошку и просит лучше играть на ней, чем курить. Арчи почти признается Кэнди в любви, но это слышит Анни и в слезах убегает. Кэнди утешает Анни, та в сердцах проговаривается о доме Пони, и это слышит Элиза. Анни теперь в ужасе и окончательно добита. Но Арчи ее успокаивает. | |                       |                      |
| 37 | «Неожиданная встреча» «Фусигина мэгуриаи» (ふしぎなめぐり逢い)                                                           | 1 июля 1977 года      | 19 декабря 1994 года |
| Терри ранен, и Кэнди идет покупать для него лекарства. Она встречается с мистером Альбертом и не сразу его узнает, ведь тот сбрил бороду. Выясняется, что мистеру Альберту всего 20 лет. Теперь он работает в зоопарке, ведь там его звери. | |                       |                      |
| 38 | «Тайна Терри» «Тэрю:су но химицу» (テリュースの秘密)                                                                     | 8 июля 1977 года      | 21 декабря 1994 года |
| Кэнди ошиблась окном, когда лезла к Арчи и Стиру, и вместо этого попала к Терри. На полу была фотография его матери - Элеоноры Бэйкер. Выясняется что Терри - сын знаменитой актрисы Элеоноры. У его отца есть новая жена и совместные дети. Терри не ладит с "новой мамой". А родная мать старается держаться от сына подальше. | |                       |                      |
| 39 | «Сокровище, принесшее неприятности» «Икари о катта такарамоно» (怒りをかった宝物)                                        | 15 июля 1977 года     | 22 декабря 1994 года |
| Скоро "праздник цветов", и девочки, что родились в мае, будут там на особом положении. К Кэнди это тоже относится. Элиза злится и завидует. Патти поделилась с Кэнди своей тайной - черепашкой. Но тайна быстро становится достоянием общественности, черепашку приказано выкинуть. Кэнди заступается, и тоже получает наказание. За свои дерзкие слова, назвав сестру Грей бессердечной, она наказана, и должна просидеть в "комнате для размышлений" - тюремной камере - несколько дней. В то время как Патти должна быть там всего до утра. Также Кэнди может забыть про праздник. | |                       |                      |
| 40 | «На свободу из комнаты для размышлений и обратно» «Хансэйсицу ва дэири дзию:» (反省室は出入り自由)                       | 22 июля 1977 года     | 23 декабря 1994 года |
| Из "тюрьмы" девочки вывалилась оконная рама. Кэнди получила возможность сбегать, чем и воспользовалась. Она добирается до зоопарка и отдает черепашку Альберту, который там работает. У Альберта в гостях оказывается Терри, который предлагает девочке прогуляться по зоопарку. Кэнди рассказывает ему об Энтони. | |                       |                      |
| 41 | «Фея школьного фестиваля» «Гакуэнсай но ёсэй» (学園祭の妖精)                                                             | 29 июля 1977 года     | 26 декабря 1994 года |
| Дядюшка Уильям прислал Кэнди два костюма - Ромео и Джульетты. Кэнди сбегает в костюме Ромео и танцует с Анни, попутно привлекая опасное внимание Элизы. Та следит за ней и понимает, что под маской скрыта Кэнди. В радости и мечтах от того, как разоблачит ее, Элиза уходит и не видит, как Кэнди переодевается. Зато это видит Терри, который все это время сидел на дереве. Он предупреждает об Элизе. Кэнди и Терри проводят время вместе, но быстро ссорятся. Все из-за того, что Кэнди не может забыть Энтони. Элиза так и не дождалась своего триумфального момента - сорвать с Кэнди маску при всех и лично идет навестить ее. Кэнди не успевает вернуться, но ее выручает Терри. | |                       |                      |
| 42 | «Пикник в полночь» «Маёнака но пикуникку» (真夜中のピクニック)                                                           | 12 августа 1977 года  | 27 декабря 1994 года |
| Арчи подрался с Терри. Поскольку зачинщик - Арчи, то наказали его. Анни и Кэнди принесли ему корзинку с пледом, чтобы ночью не замерз. Но из-за Элизы Кэнди поймали. В наказание ее никуда не отпустят на каникулы. Однако Кэнди говорит, что готова встать на колени перед Терри, чтоб уехать. Ведь ее присутствие лишает отпуска служанку, которая год не видела сына. Кэнди в конце концов отпускают. Но не в Америку, куда она хотела уехать, а в Шотландию, в лагерь. | |                       |                      |
| 43 | «Летняя школа на берегу озера» «Кохан но сама:суку:ру» (湖畔のサマースクール)                                            | 19 августа 1977 года  | 28 декабря 1994 года |
| Кэнди приезжает в Шотландию. Там оказываются Стир, Арчи и Терри. Мать Терри пыталась навестить сына, но не застала его дома. | |                       |                      |
| 44 | «Узы матери и сына» «Хаха то ко но кидзуна» (母と子の絆)                                                                 | 26 августа 1977 года  | 29 декабря 1994 года |
| Кэнди нашла книгу Вильяма Шекспира «Ромео и Джульета». Она принадлежала матери Терри. Терри встречается с матерью, но отказывается ее выслушать. Однако в конце концов он простил ее благодаря Кэнди. И Терри тогда решил помочь победить Кэнди ее страх. Они катаются на лошади Терри - Теодоре. | |                       |                      |
| 45 | «Белый праздник для двоих» «футари дэ ховайто па:ти:» (二人でホワイトパーティー)                                         | 2 сентября 1977 года  | 30 декабря 1994 года |
| Терри спасает Элизу, и та окончательно влюбляется в него. Ради него она устраивает "белый праздник", куда гости должны прийти в белом. Кэнди не идет, и раз так, туда решил не ходить и Терри. Элиза ушла в грозу со своего праздника, только бы увидеть Терри, но застает того в компании Кэнди. | |                       |                      |
| 46 | «Радость на исходе лета» «Нацу но овари но токимэки» (夏のおわりのときめき)                                              | 9 сентября 1977 года  | 4 января 1995 года   |
| Терри и Арчи дерутся, ведь Арчи считает того "плохим парнем". Чтоб их помирить, Кэнди просит Стира починить самолет у Терри. Стир буквально тащит туда и Арчи. В процессе починки между Терри и Арчи вновь завязывается потасовка, в которой Терри спасает жизнь Арчи. Наконец тот стал замечать в нем и хорошие стороны, и парни мирятся. Самолет взлетает, а пилот в нем - Стир. Но в небе самолет ломается и падает. Стир в порядке. Терри рассказывает Кэнди больше о своем отце. Оказывается, тот грезил полетами, но отказался от мечты, чтоб быть достойным герцогом. По этой же причине он развелся с первой женой - матерью Терри. Потом Терри предлагает Кэнди потанцевать и во время танца целует её. | |                       |                      |
| 47 | «Коварная ловушка Элизы» «Ираидза но курой вана» (イライザの黒い罠)                                                      | 16 сентября 1977 года | 5 января 1995 года   |
| Элиза пишет письма, где просит Терри и Кэнди прийти вечером на конюшню. Ребята не подозревают подвоха и попадают в ловушку. Сестра Грей обнаруживает их и заявляет, что Кэнди исключена из школы, а до того момента будет заточена в башне без крыши и постели. Терри отделался всего лишь домашним арестом - ведь его отец щедро жертвует школе. У Кэнди проблемы - она уверена, что если ее исключат, от нее откажется семья Эндри. | |                       |                      |
| 48 | «Внутри холодных стен» «Цумэтаку ацуй кабэ но нака дэ» (冷たく厚い壁の中で)                                              | 23 сентября 1977 года | 6 января 1995 года   |
| Терри не может уговорить директрису смягчить наказание. Даже именем отца не удается ее испугать. Друзья Кэнди терпят неудачу, пытаясь "расколоть" Элизу на признание. Та полна уверенности и не ведется на провокации. | |                       |                      |
| 49 | «Решение Терри» «Тэрю:су но кэцуи» (テリュースの決意)                                                                    | 30 сентября 1977 года | 9 января 1995 года   |
| Терри просит помощи у отца, но тот отказывает, мотивируя это тем, что Кэнди не подходит ему. Тогда Терри требует у сестры Грей исключить его, ведь та говорит, что не может позволить им двоим после всего обучаться. Кто-то должен уйти. Терри плюет на Элизу (в буквальном смысле) и уходит. Кэнди выпускают из башни. Та очень счастлива, не зная, за что куплено ее спасение. Когда девочка узнает, что Терри больше нет в школе, то кидается в погоню. Но не успевает даже попрощаться - пароход в Америку уже отплыл. | |                       |                      |
| 50 | «Путешествие в утреннем тумане» «Аса мо я но нака но табидати» (朝もやの中の旅立ち)                                      | 7 октября 1977 года   | 11 января 1995 года  |
| Элиза обвиняет Кэнди в том, что Терри исключили. Она спорит с сестрой Грей, и этим зарабатывает себе наказание. За это Кэнди бьют Нил и его дружки. Герцог Гранчестер отказывается финансировать школу, где его сына больше нет. Тем более, раз там дети из "дома Пони". Но Кэнди заставляет его передумать. Луизу - подругу Элизы, исключают из школы. Ведь ее отец обанкротился. Кэнди наконец решается уйти из школы. Больше она не леди. | |                       |                      |
| 51 | «Далекий путь в порт» «Минато э но то:й мити» (港への遠い道)                                                             | 14 октября 1977 года  | 12 января 1995 года  |
| Перестав быть леди, Кэнди стала счастливее. Она хочет уехать в Америку, но перепутала направления и оказалась не в той стороне. Последние 10 центов девочка потратила на "самый дешевый хлеб". С трудом найдя работу, Кэнди стала работать за еду. Однако первый заработанный ужин она отдала нищему. Это удивило ее хозяйку, и та все же дала ей вторую порцию. А Кэнди еще подзадержалась в поселке. | |                       |                      |
| 52 | «Звезда, увиденная с конюшни» «Умагоя дэ миру хоси» (馬小屋で見る星)                                                     | 21 октября 1977 года  | 13 января 1995 года  |
| Сбегая от торговца людьми, Кэнди попадает в повозку нелюдимого фермера - мистера Карсона. Его жена умерла "по вине врача, и местных жителей", поэтому он зол на всех, но очень любит своих детей. Кэнди в повозке ему не понравилась, тем более она съела все яблоки, что тот привез детям. Кэнди не смогла за них заплатить - деньги украли. Фермер гонит девочку прочь, но дети пускают Кэнди переночевать втайне от отца. Заболела Сьюзи - младшая из детей. | |                       |                      |
| 53 | «Рассвет над горой Роданей» «Маунто. Родони но ёакэ» (マウント・ロドニの夜明け)                                          | 28 октября 1977 года  | 16 января 1995 года  |
| Кэнди бежит за доктором, но тот отказался приехать из-за того, что мистер Карсон винит его в смерти своей жены. И ему просто опасно там появляться. Однако жена доктора сказала, как выходить Сьюзи, и Кэнди принимается за дело. | |                       |                      |
| 54 | «Гавань Саутгемптона в ночном тумане» «Ёгири но Садзанпутонко:» (夜霧のサザンプトン港)                                   | 4 ноября 1977 года    | 18 января 1995 года  |
| Кэнди получает рекомендательное письмо для друга мистера Карсона - владельца "большой корабельной фирмы", но оказалось, что это было лишь хвастовство пьяного приятеля. А на самом деле у него всего один корабль, да и тот в Америку ни за что не уплывет. Идя на звуки гармошки, Кэнди находит мальчика, которому Терри подарил этот инструмент. Мальчик рассказывает ей о Терри. Кэнди, с помощью новых знакомых пробирается на корабль в деревянном ящике. И теперь грузом едет в Америку. | |                       |                      |
| 55 | «Два безбилетника» «Футари но микко:ся» (ふたりの密航者)                                                                 | 11 ноября 1977 года   | 19 января 1995 года  |
| На корабле оказывается новый знакомый Кэнди - Куки. Когда он пытался добыть еды, его обнаружили и выкинули за борт. Мальчику стало плохо в воде, но его спасли благодаря Кэнди. Девочку приняли за дочку капитана, и пытались выслужиться перед ней. Но тут пришел капитан и все испортил. Теперь Кэнди и Куки пересадят на корабль обратно в Англию. | |                       |                      |
| 56 | «На другую сторону бурного моря» «Араси но уми но каната ни» (嵐の海の彼方に))                                           | 18 ноября 1977 года   | 20 января 1995 года  |
| Отправить детей назад не удалось - встречный корабль их не принял. А впереди их ждал шторм. Дети помогали морякам, однако Куки сломал ногу, и от отчаянья пытался утопиться. За это он был назван трусом, и, усовестившись, принял решение быть храбрым и не бояться последствий. Тем более, что капитан сообщил, что его сразу заберут в госпиталь, когда приедут. | |                       |                      |
| 57 | «Окно с видом на гавань» «Минато но миэру мадо» (港の見える窓)                                                           | 25 ноября 1977 года   | 23 января 1995 года  |
| Дочь капитана - Сандра. Она очень ревнует своего отца. Ее мать умерла, когда девочке было 6 лет. Капитан редко бывает дома. Его дочь связалась с хулиганами, которые хотели сделать из енота Клина воротник. Кэнди не сдает Сандру, и та немного добреет. Но хулиганам удается добраться до Кэнди. Однако оказалось, что один из них - Чарли - знаком с Терри с детства. Кенди получилось помирить Сандру с отцом, и та дарит ей рукавички. | |                       |                      |
| 58 | «Заснеженный родном дом» «Гинсэкай но кокё:» (銀世界の故郷)                                                              | 2 декабря 1977 года   | 24 января 1995 года  |
| Кэнди вернулась в "дом Пони" и узнала, что Терри навещал его совсем недавно, но они разминулись. Кенди долго его искала, но им не суждено было увидеться. Кэнди с печалью, а так же и мужеством приняла это. Даже если они никогда больше не увидятся. И решила продолжить строить свою судьбу, | |                       |                      |
| 59 | «Один день озорницы-учительницы» «Отэнба итинити сэнсэй» (おてんば一日先生)                                              | 9 декабря 1977 года   | 25 января 1995 года  |
| В доме Пони оказалась слабая девочка Дейзи. Дейзи нельзя было гулять, но Кэнди, несмотря на это, позволила ей залезть на дерево. Из-за этого Дейзи простудилась, но была безумно счастлива. А еще Дейзи больна гемофилией, и даже маленькая ранка может стать роковой. Дейзи захотела снова залезть на дерево, ведь там она смогла увидеть, насколько прекрасен мир. Но из-за этого получила рану на ноге. Дети из дома Пони хотели отдать ей свою кровь, но в доме Пони это было невозможно сделать, так что им оставалось только молиться. | |                       |                      |
| 60 | «Решительные шаги, отдающиеся в сердце» «Кокоро ни хибику такумасий асиото» (心に響くたくましい足音)                     | 16 декабря 1977 года  | 26 января 1995 года  |
| Мистер Картрейд хочет сделать Джимми своим наследником. | |                       |                      |
| 61 | «Первый крик малыша, эхом отозвавшийся в заснеженных горах» «Убугоэ ва гинрэй ни кодама ситэ» (うぶ声は銀嶺にこだまして) | 23 декабря 1977 года  | 27 января 1995 года  |
| Помогая доктору Леннон, Кэнди принимает решение стать медицинской сестрой, и по возвращении в дом Пони мисс Пони сообщает Кэнди, что готова помочь с этим. Она пишет рекомендательное письмо одной из её хороших подруг - Мери Кэйн, которая является директором школы медицинских сестёр. | |                       |                      |
| 62 | «Снова в путь со свистком паровоза» «Атарасий мити э но китэки» (新しい道への汽笛)                                       | 30 декабря 1977 года  | 30 января 1995 года  |
| Кэнди получает ответ колледжа медсестер, где говорится о том, что её приняли в качестве ученицы. Чтоб не расстраивать детей, Кэнди хочет уехать тайно. Но не получается - дети все ее ждали. И сказали, что готовы принять ее выбор. Енот Клин, с которым Кэнди до сего была неразлучна, не хочет покидать девочку, и его приходится крепко держать, чтоб он не прыгнул на поезд. | |                       |                      |
| 63 | «Бабушка, встреченная в городе» «Мати дэ атта оба:тян» (町で会ったお婆ちゃん)                                            | 6 января 1978 года    | 31 января 1995 года  |
| В городе Кэнди встречает бабушку и провожает ее до школы медсестер. Директор примет Кэнди только через час, и девочка решила погулять. Она снова встречает угрюмую бабушку и заботится о ней до того момента, пока не понадобится вернуться. Бабушка капризничает, но Кэнди послушно выполняет все ее пожелания. Бабушка пугает девочку сложным экзаменом в школе, который сложно пройти. Девочка опоздала к директрисе Мери Кэйн. Но те ее не ругала, ведь та бабушка была она. А экзамен уже был - это забота о ней, когда не знаешь, кто она. У Кэнди новая соседка по комнате - строгая и сдержанная Флэни . | |                       |                      |
| 64 | «Беспечный ангел в белом» «Бякуэ но тэнси ва оттёкотёй» (白衣の天使はオッチョコチョイ)                                   | 13 января 1978 года   | 1 февраля 1995 года  |
| Больные подшучивают над Кэнди, нагревая на пару термометры. Кэнди страшно пугается и зовет директрису. Температура теперь оказывается у всех нормальной. Кэнди просит позволить ей погулять с больной девочкой в инвалидной коляске. Но от доброты Кэнди впечатлительной малышке становится плохо - она воображает, что она умирает и поэтому с ней так добры. Маленький мальчик переворачивает поднос с едой, и Кэнди снова ругают. | |                       |                      |
| 65 | «Лечение улыбкой» «Эгао дэ канго» (笑顔で看護)                                                                           | 20 января 1978 года   | 2 февраля 1995 года  |
| С подачи директрисы у Кэнди появилось прозвище "мисс Неумейка". Кэнди старается стать лучше. Однажды она услышала, что в "особой палате" - палате для богачей, находится богач по имени Уильям. Кэнди вообразила, что это ее добрый дядюшка. Кэнди упрашивает Флэни и директрису позволить ей ухаживать за ним, ведь она так ему обязана. | |                       |                      |
| 66 | «Двоюродный дедушка из мечты» «Юмэ но дай одзисама» (夢の大おじさま)                                                     | 27 января 1978 года   | 3 февраля 1995 года  |
| Уильям оказался совсем не Эндри, а МакГрегором. И очень вредным, злым и ворчливым. Он накричал на Кэнди, и ему стало плохо. Директриса Мери Кэйн велела Кэнди уйти погулять в парк, ведь она "перетрудилась". Там девочка встретила бабушку, и та сказала ей, что старые люди могут доставлять неприятности и хлопоты из-за одиночества, потому что они совсем одни. И Кэнди решает, что мистер МакГрегор тоже очень одинокий. Кэнди не хотят допускать до богача снова, но этого потребовал сам МакГрегор. | |                       |                      |
| 67 | «Где этот человек?» «Соно хито ва доко ни» (その人はどこに)                                                              | 3 февраля 1978 года   | 6 февраля 1995 года  |
| Кэнди старается угодить МакГрегору, но тому невозможно угодить, он ежесекундно готов менять свои требования, совершенно не заботясь о чувствах других. Директриса говорит, что старику стало лучше,потому что ему приходится постоянно кричать на нее, и из-за этого он уже чувствует себя не таким больным. Однако мистеру МакГрегору становится очень плохо, и до утра он может не дожить. В бреду он повторяет одно имя - Мина. Кэнди решает разыскать Мину. В этой же серии Кэнди впервые ощущает угрозу войны. Вначале о ней обмолвилась Флэни, а потом написала в письме Анни. | |                       |                      |
| 68 | «Опадающие лепестки весны» «Хару ни тиру хана» (春に散る花)                                                              | 10 февраля 1978 года  | 8 февраля 1995 года  |
| Мина оказалась собакой. Девочка пытается увезти непослушную Мину в больницу, но та согласна ехать только в той карете, в которой последний раз ехал ее горячо любимый хозяин - мистер МакГрегор. Девочка тайно привела собаку в больницу, ведь собакам туда нельзя. МакГрегору быстро стало лучше, и он полюбил и Кэнди за все, что она для него сделала. Он даже стал смеяться. Однако через 10 дней умирает - ведь старость неизлечима. | |                       |                      |
| 69 | «Белые розы из воспоминаний» «Омойдэ но сирой бара» (想い出の白いバラ)                                                   | 17 февраля 1978 года  | 9 февраля 1995 года  |
| Кэнди горюет о МакГрегоре, и директриса отправляет ее в отпуск. Девочка держит путь в дом Пони, но по дороге заскочила в дом МакГрегора. Мину хотят убить:она защищает вещи МакГрегора. Но Кэнди спасает собаку и забирает с собой. | |                       |                      |
| 70 | «Симпатичная невеста» «Каваий ханаёмэсан» (かわいい花嫁さん)                                                             | 24 февраля 1978 года  | 10 февраля 1995 года |
| Дети из дома Пони в восторге от собаки. Туда же заглядывает и повзрослевший Том, которому почти 17. У него беда - отец решил обручить своего сына с Дианой. Диане оказалось 6-7 лет, и она любит Тома, а тот ее нет. У Кэнди не получается сказать мистеру Стиву правду, тот совсем не слушает ее, как и своего сына, и в сердцах Том говорит, что любит Кэнди. Отец Тома разрывает помолвку, и за это его бьет отец невесты. Выясняется, что отец Тома болен и может долго не прожить. И поэтому так торопится женить сына, чтоб быть спокойным за его судьбу. В конце концов Тому удалось сообщить, что человек, который ему дорог больше всего на свете, - это не Кэнди или Диана, а собственный отец - мистер Стив. | |                       |                      |
| 71 | «Моряк на холме» «Ока но уэ но мадоросусан» (丘の上のマドロスさん)                                                       | 3 марта 1978 года     | 13 февраля 1995 года |
| 15-летний Куки удрал с парохода. Он сказал, что это потому, что они его били. А били за то, что он круглый сирота, и поэтому его можно мучить безнаказанно. Но оказалось, что у матросов своя версия. Куки чуть не затопил корабль, и могло погибнуть много человеческих жизней. Куки в конце признается, что он соврал, потому что хотелось, чтоб его пожалели, и решил вернуться на корабль. | |                       |                      |
| 72 | «Девушка из специальной палаты» «Токубэцусицу но сё:дзё» (特別室の少女)                                                  | 10 марта 1978 года    | 14 февраля 1995 года |
| Из Лондона возвращаются друзья Кэнди, а Стир и Арчи доже прилетают к ней на воздушном шаре, который, конечно же, терпит крушение. Их встреча прерывается приездом Катрин - маленькой девочки с болями в животе. Мама Катрин мечтает сделать из дочки музыканта, то та ненавидит музыку, и поэтому каждый раз при виде рояля ей становится плохо. А сама девочка веселая и подвижная, с удовольствием гуляет и лазит по деревьям. В конце мать понимает, что прежде чем решать за ребенка, надо и его выслушать. | |                       |                      |
| 73 | «Слухи о Терри» «Тэрю:су но уваса» (テリュースのうわさ)                                                                  | 17 марта 1978 года    | 15 февраля 1995 года |
| В день рождения Кэнди в газетах объявили о войне. Кенди удивляется тому, какие все беззаботные, и что жизнь продолжается, несмотря на тревожные известия. Директриса потребовала не говорить о войне в присутствии пациентов, дабы не беспокоить их. Видя, как Кэнди веселит детишек, Мери Кэйн считает, что в это время нужны такие медсестры, как Кэнди. Директриса отправляет Кэнди, Флэни и других девочек в Госпиталь Святого Иона, в Чикаго, чтобы они обучились хирургии. | |                       |                      |
| 74 | «В больницу в большой город» «Дайтокай но бё:ин э» (大都会の病院へ)                                                      | 24 марта 1978 года    | 16 февраля 1995 года |
| Пациенты решили устроить Кэнди проводы, ведь им жаль расставаться с "самой популярной медсестрой". Был праздник, на котором каждой из девочек подарили цветы. У Флэни даже выступили слезы. Когда медсестрички приезжают в Чикаго, то женщина из персонала госпиталя отказалась обрабатывать рану мальчика. И тогда девочки сделали это сами. заработав уважение. | |                       |                      |
| 75 | «Резиденция дедушки» «Дай одзисама но кан» (大おじさまの館)                                                              | 31 марта 1978 года    | 17 февраля 1995 года |
| Кэнди и остальные девочки встречают Стира и Арчи, и те их катают на машине. Узнав, что Кэнди из семьи Эндри, Флэни отвернулась от нее, а вслед за ней и другие девочки. Флэни аргументировала это тем, что думает, что для Кэнди это каприз и прихоть. А она серьезно настроена стать медсестрой. Кэнди расстроилась и решила попросить семью Эндри официально разорвать с ней связь. Мадам Элрой была зла на Кэнди, и у нее случился приступ. Кэнди помогла ей, и ребята вызвали врача. Когда мадам Элрой очнулась, то увидела над собой Элизу. Элиза соврала, что будто это она позаботилась о мадам. Но друзья Кэнди не смогли сдержаться и выскочили из-за занавесок, чтоб сказать правду. | |                       |                      |
| 76 | «Маленький домик, вызвавший воспоминания» «Омойдэ о ёбу хисана иэ» (思い出を呼ぶ小さな家)                                | 7 апреля 1978 года    | 20 февраля 1995 года |
| Кэнди и ее друзья навещают детский деревянный домик Стира, Арчи и Энтони. Кэнди осталась в поместье, несмотря на возражения Элизы, и теперь они все счастливы. Элиза и Нил строят коварные планы. Первый потерпел крах, и пришлось пригласить на помощь маму. Мадам Лэган выгнала Анни и Кэнди в детский домик Арчи и Стира. | |                       |                      |
| 77 | «Опасная вечеринка в саду» «Кикэнна га:дэн па:ти» (危険なガーデンパーティ)                                               | 14 апреля 1978 года   | 22 февраля 1995 года |
| Элиза и Нил украли лестницу, и Кэнди и Анни не могут спуститься. Однако Арчи и Стир помогают найти вторую, чем злят поглядывающих за ними гаденышей. Они задумывают новую каверзу - крадут чемоданы, и Кэнди приходится подняться за ними под крышу башни. Но это еще не все - Нил запирает дверь, и Кэнди выбирается через окно на веревке, рискуя сорваться. Из-за этого она знакомится с милым молодым человеком Мишелем, который был врачом на фронте. | |                       |                      |
| 78 | «Мелодия Терри» «Тэрю:су но мэроди» (テリュースのメロディ)                                                               | 28 апреля 1978 года   | 23 февраля 1995 года |
| Флэни дерет нос и отказывается знаться с Кэнди. В свой законный выходной она и остальные работали и спасали других людей, попавших в аварию, пока Кэнди отдыхала со своими друзьями. В город приезжает Терри, но Кэнди не может попасть на его спектакль - график дежурств не позволяет. Все медсестры наотрез отказываются меняться с ней дежурствами. Однако Натали передумала и поменяла свое решение из-за Элизы. И теперь Кэнди мчит к Терри. | |                       |                      |
| 79 | «В тени прожекторов» «Супотторайто но кагэ дэ» (スポットライトの陰で)                                                    | 5 мая 1978 года       | 24 февраля 1995 года |
| Мадам Элрой выгоняет Кэнди из ложи Элрой, ведь она больше не имеет права на эту фамилию. Кэнди уходит и ищет место, где бы могла посмотреть на Терри. Она забредает под сцену, но ее отуда прогоняют актеры. Наконец ей удается добраться до 3-го этажа.Отсюда отличный вид на сцену. Девочка хотела поговорить с Терри после представления, но теряется в толпе его фанаток. Терри уезжает в карете с Сюзанной Марлоу. | |                       |                      |
| 80 | «Мимолетная встреча» «Цука нома но сайкай» (つかのまの再会)                                                              | 12 мая 1978 года      | 27 февраля 1995 года |
| Когда Терри узнает, что Кэнди в городе, то всю ночь ждет ее у госпиталя. Но это ему не помогает, ведь Кэнди обходит в поисках его весь город. Она нашла отель, в котором он остановился, но Сюзанна Марлоу, его партнерша, приревновав, разворачивает девочку. В конце концов им удается увидеться - Кэнди бежит вслед уходящему поезду, который уносит ее друга. | |                       |                      |
| 81 | «Терри без лица» «Као на най Тэрю:су» (顔のないテリュース)                                                               | 19 мая 1978 года      | 28 февраля 1995 года |
| В госпитале оказался человек, который спрыгнул с уходящего поезда. Он артист. И его зовут Терри. Кэнди и Элиза ухаживают за ним, но оказалось, что это лишь Чарли - друг Терри и Сандры, один из хулиганов, что приставал к Кэнди. Он сбежал из тюрьмы. Элиза сдает его властям, а он думает, что это Кэнди. | |                       |                      |
| 82 | «Цветок, растущий в сердце» «Кокоро ни саку хана» (心に咲く花)                                                           | 26 мая 1978 года      | 1 марта 1995 года    |
| Элиза выставляет Кэнди счет и требует оплатить все свои огромные расходы, которые она тратила на Чарли, принимая его за Терри. В противном случае она угрожает направить счет в дом Пони. Кэнди работает по ночам, чтоб заработать деньги, время оплаты близится, а у нее лишь копейки. Но тут приходит письмо для нее с деньгами от Терри - из них получается все оплатить. | |                       |                      |
| 83 | «Призрак, играющий в карты» «Торанпу о суру ё:рэй» (トランプをする幽霊)                                                  | 2 июня 1978 года      | 6 марта 1995 года    |
| Маленький мальчик выдает себя за пациента. Его цель - украсть лекарства для больной мамы, но, не разбираясь в них, он крадет яд. | |                       |                      |
| 84 | «Тень войны приближается к медсестрам» «Бякуэ но синоби ёру сэнсо: но кагэ» (白衣に忍びよる戦争の影)                     | 16 июня 1978 года     | 8 марта 1995 года    |
| Флэни вызывается добровольцем на фронт. | |                       |                      |
| 85 | «Семья любви и ненависти» «Ай то никусими но кадзоку» (愛と憎しみの家族)                                                 | 30 июня 1978 года     | 9 марта 1995 года    |
| Кэнди разыскивает семью Флэни. Ее отец известный пьяница, семья неблагополучна, но мать любит дочь и плачет, узнав, что та на фронте. Мистер Альберт, раненый и без сознания, попадает в больницу к Кэнди. Его принимают за шпиона. | |                       |                      |
| 86 | «Человек, забывший прошлое» «Како о васурэта хито» (過去を忘れた人)                                                      | 7 июля 1978 года      | 10 марта 1995 года   |
| Мистер Альберт потерял память. Это случилось, когда он спасал своего скунса. Он не узнает даже своего скунса Пуппи. Кэнди не хочет говорить ему, что они знакомы, чтоб не заставлять волноваться его еще больше. Пати приезжает из Европы, которую сотрясает война. | |                       |                      |
| 87 | «Испытания для двоих» «Футари но сирэн» (ふたりの試練)                                                                   | 14 июля 1978 года     | 13 марта 1995 года   |
| Мистер Альберт считает, что он никому не нужен. Кэнди пытается ухаживать за мистером Альбертом, но ей запрещают это делать, потому что она еще не медсестра. Тогда Кэнди сдает экзамен на медсестру. Терри пробуется на роль Ромео - он должен ее получить, чтоб Кэнди увидела его на сцене. | |                       |                      |
| 88 | «День полета в небо» «О:дзора ни хабатаку хи» (大空にはばたく日)                                                         | 21 июля 1978 года     | 14 марта 1995 года   |
| Кэнди сдает успешно экзамен - она вторая по успеваемости. Терри получает роль, а Джульеттой стала Сюзанна. Стир катает Кэнди на самолете. Все его изобретения взрываются и ломаются, поэтому Кэнди пришлось туда запихивать почти насильно. Но в конце концов девочке понравился полет. Самолет традиционно развалился в воздухе. А мистер Альберт сбегает из лечебницы. | |                       |                      |
| 89 | «Исчезнувший мистер Альберт» «Киэта Аруба:тосан» (消えたアルバートさん)                                                  | 28 июля 1978 года     | 15 марта 1995 года   |
| Кэнди боится, что тот покончит жизнь самоубийством, и поэтому ищет его со своими друзьями. Вспомнив о его любви к природе, Кэнди кидается в парк. Кэнди зовет его, но тот не откликается, потому что не хочет отягощать ее своим жалким существованием. Скунс выдает Альберта, и Кэнди находит его со слезами счастья. Однако Альберта приходится еще долго уговаривать, прежде чем он согласился остаться. Однако Альберта отказываются принимать обратно, ведь его выписали, да и он долго лечился совершенно бесплатно, а амнезию там не лечат. Кенди и ее друзья устраивают Альберта в фургоне. | |                       |                      |
| 90 | «Маленький замок на окраине» «Матихадзурэ но ти:сана сиро» (町はずれの小さな城)                                          | 11 августа 1978 года  | 16 марта 1995 года   |
| У Кэнди мало денег - она не может снять комнату для мистера Альберта. Приходится долго ходить, прежде чем находится отличный вариант и совсем за копейки. Однако Кэнди и Альберту отказывают в комнате, потому что хозяин их сдает только приличным людям. А эти двое не женаты, но хотят жить вместе: Кэнди будет его лечить любовью. В парке на них нападают бандиты, и мистер Альберт побил их, а потом начинает что-то вспоминать. Тут к ним подъезжают Стир и Арчи с радостными известиями - они уломали того хозяина на сдачу жилья. Кэнди пишет письмо Терри, и тот с пониманием относится к тому, что Кэнди живет с Альбертом. Однако Кэнди увольняют, когда об этом узнает доктор Леонард. | |                       |                      |
| 91 | «Далекий близкий человек» «То:кутэ тикай хито» (遠くて近い人)                                                            | 18 августа 1978 года  | 17 марта 1995 года   |
| Девочка старается сделать все, чтоб мистер Альберт не догадался, что ее уволили. Она поступает в тот же госпиталь уборщицей. Заместитель главного врача - доктор Леонард - не доволен даже этим. Но другие медсестры заступаются за Кэнди, и ее восстанавливают в должности. Более того, даже готовы положить в больницу мистера Альберта снова, если тот захочет. Кэнди спешит обрадовать друга. Но поздно - он сбежал. Кэнди ищет его и мимоходом спасает Нила, который удивлен ее поступком. А мистер Альберт оказывается дома. Оказывается, он просто ходил искать работу. | |                       |                      |
| 92 | «Лечение шоком любви» «Ай но сёкку рё:хо:» (愛のショック療法)                                                            | 25 августа 1978 года  | 20 марта 1995 года   |
| Кэнди и Стир пытаются помочь мистеру Альберту вернуть память. Кэнди пытается шокировать его лимонами и поп-корном, а Стир изобретает машину. имитирующую поезд, и бьет того молотком. Сам Стир решил уйти в армию, чем расстроил Пати. Альберт тоже не поддержал желание Стира. | |                       |                      |
| 93 | «Купидон в морщинках» «Сива но ару кю:питто» (しわのあるキューピット)                                                    | 1 сентября 1978 года  | 22 марта 1995 года   |
| Бабушка Пати оказалась рьяным трудоголиком и на старости лет занята на 3-х работах, тратя на сон только 4 часа в сутки. Она решила помочь встретиться Кэнди и Терри в Питтсбурге. Пати пообещала поехать к Терри, чтоб передать ему послание, только если бабушка бросит работу, ибо это вредно для ее здоровья. Но было поздно - вечером бабушке стало плохо. Пати вернулась, не выполнив своей миссии. В утешение она принесла Кэнди плакат. | |                       |                      |
| 94 | «Попутчик» «Таби но митидзурэ» (旅の道づれ)                                                                              | 8 сентября 1978 года  | 23 марта 1995 года   |
| Кэнди едет по поручению во Флориду и везет важные документы. Но они пропадают - мальчик, обиженный на докторов, выкидывает их в реку. На поезде оказалась больная девочка, и Кэнди стала думать, как спасти ее. Благодаря тому, что она была ассистентом доктора, прямо в поезде удалось провести операцию. Ребенок выжил, а ведь еще бы полчаса и было поздно. Мальчик перестал ненавидеть врачей и вернул Кэнди ее документы - оказалось, он их просто спрятал. | |                       |                      |
| 95 | «Прекрасная соперница» «Омойдэ но сирой бара» (想い出の白いバラ)                                                         | 15 сентября 1978 года | 24 марта 1995 года   |
| Кэнди должна стать "подругой" для Карин - эгоистичной племянницы доктора. Сюзанна лишается ноги, спасая Терри - на них падают прожекторы. Больше она не будет Джульеттой. Терри переживает о ней, понимая что это из-за него. | |                       |                      |
| 96 | «Приглашение с билетом в один конец» «Катамити киппу но сё:тайдзё:» (片道キップの招待状)                                 | 22 сентября 1978 года | 27 марта 1995 года   |
| Кэнди возвращается в свой госпиталь, а потом и домой. Она прощается с друзьями перед поездкой. | |                       |                      |
| 97 | «Встреча, о которой мечталось» «Юмэ ни мадэ мита сайкай» (夢にまでみた再会)                                              | 29 сентября 1978 года | 28 марта 1995 года   |
| Стир дарит Кэнди малютку-шкатулку, которая играет красивую музыку. Он единственный решил ее проводить, ведь Кэнди просила этого не делать, но он не послушался. И прощается с ней, будто навсегда. Кэнди приезжает в Нью-Йорк и встречает Терри. | |                       |                      |
| 98 | «Колокольчик возвестил о поднятии занавеса и сердце сжалось» «Мунэ савагу кайкай но бэру» (胸さわぐ開会のベル)           | 6 октября 1978 года   | 29 марта 1995 года   |
| Нил разорвал билет Кэнди, и та не может попасть в театр. Он быстро забыл то, как Кэнди его спасла. Кэнди пытается пройти по половине билета, но ее не пускают. Тогда она хочет встретиться с Терри, но тот отказывается, думая, что его хочет видеть одна из его навязчивых поклонниц. Однако девочка не сдается, и в конце концов Карин провожает ее на представление. Кэнди узнает про несчастье с Сюзанной и не может оставаться на представлении. Она уходит, не дожидаясь второго акта. | |                       |                      |
| 99 | «Расставание в снежный день» «Юки но хи но вакарэ» (雪の日の別れ)                                                        | 13 октября 1978 года  | 30 марта 1995 года   |
| Сюзанна пыталась женить Терри на себе, обвиняя того в том, что с ней случилось. Наоборот, отчаявшись, она решает покончить жизнь самоубийством, чтоб не стоять между Терри и Кэнди. Кэнди спасает ее и решает уступить Терри Сюзанне, которая была влюблена в него с самого начала, как увидела его на сцене, где он пробовался на роль. Терри не хочет отпускать Кэнди, но в конце концов смиряется и выбирает Сюзанну. Их пути разошлись. | |                       |                      |
| 100 | «Платформа печали» «Канасими но пураиттохо:му» (悲しみのプラットホーム)                                                  | 20 октября 1978 года  | 31 марта 1995 года   |
| Кэнди возвращается к друзьям, чтоб узнать, что Стир таки ушел в армию и оставил Пати, которая горько плачет. Альберта сбивает машина. | |                       |                      |
| 101 | «Тонкая нить воспоминаний» «Касукана киоку но ито» (かすかな記憶の糸)                                                    | 27 октября 1978 года  | 3 апреля 1995 года   |
| Кэнди узнает о несчастье с Альбертом. Он лежит в "Счастливой клинике" - маленьком доме, где принимают на лечение людей, собак и кошек. Там есть входная дверь, которую заклинивает, и невозмутимый добрый толстячок - доктор Мартин, на которого Кэнди в сердцах накричала, обозвав шарлатаном. Но добрый толстячок не обиделся. Мистер Альберт почти не пострадал, и Кэнди успокаивается. Кэнди направляют работать медсестрой в передвижной госпиталь для рабочих железной дороги. Кэнди соглашается. | |                       |                      |
| 102 | «Крест на холме Пони» «Пони но ока но дзю:дзика» (ポニーの丘の十字架)                                                    | 3 ноября 1978 года    | 5 апреля 1995 года   |
| Кэнди сходит с поезда, боясь за мисс Пони. Но, как оказалось, это ложная тревога - все в доме Пони живы и здоровы. | |                       |                      |
| 103 | «Далекое путешествие с риском для жизни» «Инотигакэ но то:и таби» (命がけの遠い旅)                                       | 10 ноября 1978 года   | 6 апреля 1995 года   |
| Ребята из дома Пони крадут вещи Кэнди, но не могут ее остановить, и девочка таки уезжает. В поезде Кэнди узнает одного из пассажиров - это он на листовке "Разыскивается", убийца, за которого предлагают 5 000 долларов. И зовут его Артур. Но в дороге "предполагаемый убийца" заступается за Кэнди. Более того - это новый доктор, и к тому же женщина по имени Кэлли. | |                       |                      |
| 104 | «Клиника, где нет ангелов» «Тэнси но иранай синрё:дзё» (天使のいらない診療所)                                            | 17 ноября 1978 года   | 7 апреля 1995 года   |
| Операция проходит успешно, и рабочий по имени Бэн выжил, к удивлению остальных рабочих - раньше все умирали при таких травмах. Кэнди хотят кормить очень плохо, но доктор заступается за Кэнди, снова требуя для своей медсестры тоже нормальное питание. Больные пытаются симулировать, чтоб меньше работать, но их разоблачают. | |                       |                      |
| 105 | «Добрый беглец» «Ясаси то:бо:ся» (やさしい逃亡者)                                                                        | 24 ноября 1978 года   | 10 апреля 1995 года  |
| Кэнди пытаются связать и насильно отправить поездом обратно - босс бригады считает что медсестры здесь не нужны. За Кэнди заступается брат доктора Кэлли - Артур. Он ищет свою сестру, но они разминулись. Элиза копается в вещах Арчи и узнает про "преступника, которого покрывает Кэнди" - Артура. МакКинли - пес босса Нельсона, заболел и Артур с Кэнди начинают его лечить. Отношение босса бригады рабочих меняется - до этого он ненавидел этих двоих. | |                       |                      |
| 106 | «Еще один убийца» «Моу хитори но сацудзинхан» (もうひとりの殺人犯)                                                       | 1 декабря 1978 года   | 11 апреля 1995 года  |
| Кэлли и Артур с помощью рабочих сбегают от правосудия - людей, которые приехали арестовать Артура. Ведь он убийца. Раз не удалось арестовать Артура, они арестовывают Марго - служанку, которая всем готовит. Ведь она убила своего мужа - ужасного пьяницу, когда он пытался избить их ребенка - Билли. | |                       |                      |
| 107 | «Особое меню на сто человек» «Токубэцу меню: ва хякунинмаэ» (特別メニューは百人前)                                       | 8 декабря 1978 года   | 12 апреля 1995 года  |
| Кэнди пытается заменить Марго, чтоб Билли не отдали в приют. Но у нее не получилось приготовить обед на сто человек. Еды оказалось слишком мало. Мальчика приказывают отвезти в город. На платформе Кэнди с радостью встречает Арчи и Анни. Узнав о проблеме, они предлагают свою помощь. Все возвращаются назад и, объединив усилия, готовят на сто человек. | |                       |                      |
| 108 | «Возгласы радости в долине» «Танима ни тодороку кансэй» (谷間にとどろく歓声)                                             | 15 декабря 1978 года  | 13 апреля 1995 года  |
| Билли пытается найти арестованную маму и сбегает. Малыш запустил поезд, и теперь едет к маме. Вот только Билли - всего лишь малыш, и поэтому на крутом повороте поезд полетит в пропасть. Кэнди старается его спасти. Она чуть не слетела в пропасть, но Билли смог, поверив в себя, остановить транспорт. Все, казалось бы, наладилось, но Элиза, догадавшись куда уехали Анни и Арчи, нажаловалась на всех снова. Ребят уволили. Анни и Арчи - потому что они аристократы, а Кэнди - чтоб не переводить на Аляску по приказу сверху. По пути в город они встречают маму Билли - Марго - и решают отвести ее в госпиталь. Кэнди взрывает последний кусочек скалы - теперь тоннель почти готов, и медсестра уже им не нужна. Через неделю они будут уже в другом месте. Кэнди счастлива, что она покидает всех при таких хороших обстоятельствах. | |                       |                      |
| 109 | «Слезы юного ковбоя» «Ти:сана каубо:й но намида» (小さなカウボーイの涙)                                                  | 22 декабря 1978 года  | 14 апреля 1995 года  |
| Джимми решил стать солдатом и играет с детьми только в войну. Из-за того что он взял в руки настоящее ружье, взбесилось стадо. Коровы взбесились и чуть не затоптали мистера Картрайта - приемного отца Джимми. Джимми подумал, что тот умер, и с плачем умчался на коне. Но через некоторое время вернулся и, узнав, что отец жив, решил собрать разбежавшееся стадо, чтоб спасти свою репутацию. Но он не может справиться даже с одной коровой. Ему помогает Кэнди и пытается переубедить, заставить отказаться от цели стать солдатом. Но на Джимми действует только вид мертвых коров, что разбились, упав с обрыва. Кэнди, глядя на них, объясняет Джимми, что война это не только подвиги, но и смерть. | |                       |                      |
| 110 | «Раздражающая любовь» «Мэйвакуна кой» (迷惑な恋)                                                                         | 29 декабря 1978 года  | 17 апреля 1995 года  |
| Кэнди опять помогает Нилу, когда тот едва не разбился на автомобиле. Нил решил, что он влюбился в Кэнди, и приглашает ее в своей наглой манере на свидание. Кэнди отказывает ему, ведь рабочий день в разгаре и она не собирается оставлять пациентов. Нил, обдумав все, решает быть вежливым и приглашает Кэнди после работы, купив той букет цветов. Но девочка возвращает их обратно. У себя дома девочка вспоминает "принца с холма" и понимает, что прошло уже больше 10 лет с их встречи. О влюбленности Нила узнает его сестра. Элиза зла и сообщила все своей матери, местами выдумав. Миссис Лэган была в ужасе - Кэнди окручивает ее сына - и добивается того, что Кэнди стали прогонять из больницы, и даже из всего Чикаго. | |                       |                      |
| 111 | «Вернувшиеся воспоминания» «Ёмигаэтта то:и хиби» (よみがえった遠い日々)                                                  | 5 января 1979 года    | 19 апреля 1995 года  |
| К Альберту возвращаются воспоминания, и он спасает Кэнди и доктора Мартина от льва. Доктор Мартин, прознав о неприятностях девочки, приглашает ее на работу. Нил пытается подкатить к Кэнди, но та отвергает его снова. Нил думает, что это из-за Терри, и сообщает о том, что карьере Терри пришел крах. Альберт покупает машину. За Кэнди приезжает машина, и шофер сообщает что он от Терри - тот хочет с ней увидеться. Кэнди приезжает к особняку. | |                       |                      |
| 112 | «Каждый любит по-своему» «Сорэдзорэ но аи но юкуэ» (それぞれの愛の行方)                                                  | 12 января 1979 года   | 20 апреля 1995 года  |
| Но на самом деле это Нил заманил Кэнди в ловушку. И отказывается выпускать без признания в любви. Кэнди вылезает через окно, спускаясь по лиане. Но та рвется, и Кэнди летит в воду. На берегу ее находит Альберт. Он купил Кэнди новое платье, которое давно обещал. Когда Кэнди узнает ,что Альберт не работает там, где говорит, девочка начинает подозревать худшее - ей говорят что видели его со всяким сбродом. Альберт встречается с пьяным Терри, который пьет от своей неудачной жизни, и пытается привести того в чувство. Терри рассказывает тому, что не может забыть Кэнди и считает себя неудачником. Альберт рассказывает тому о Кэнди, и о том, что та не отказывается от своей мечты, несмотря на то, что ни одна больница Чикаго не берет ее на работу. Терри переосмысливает свою жизнь. И решает тоже идти однажды выбранной дорогой, посвятив себя театру. Так же он понимает, что всегда любил Кенди, и когда говорил Сюзанне о том, что выбрал ее, то на самом деле врал. Терри уходит, сказав тихое "прощай" адресованное любимой, глядя на нее с высоты холма, но так и не встретившись с ней. | |                       |                      |
| 113 | «Человек, идущий своим путём» «Сари юку хито» (去りゆく人)                                                               | 19 января 1979 года   | 21 апреля 1995 года  |
| Альберт решил "больше не доставлять неприятностей" Кэнди и тихо уходит навсегда, оставив записку. Однако Кэнди, боясь, что он связался не с той компанией, начинает его разыскивать. Кэнди была счастлива с Альбертом, и то, что память вернулась к нему, для нее ничего не значит. Элиза сообщает маме о том, что Кэнди опять работает в "одной замызганной клинике". Элиза предлагает попросить бабушку Элрой выгнать Кэнди из Чикаго, прикрывшись именем дедушки Уильяма. Это услышал Нил и разругался с ними. Наконец он набрался духа открыто сказать своей семье, что любит Кэнди. Кэнди подарила Пати свою шкатулочку, которую дал Стир. Пати счастливо слушает ее. Когда самолет Стира сбивают, то шкатулка в руках Пати ломается. | |                       |                      |
| 114 | «День встречи с дедушкой» «Дай одзисама ни аэру хи» (大おじさまに会える日)                                               | 26 января 1979 года   | 24 апреля 1995 года  |
| Кэнди чувствует себя одиноко и хочет разыскать мистера Альберта. В газете она прочла, что дедушка Уильям вернулся, и подумывает встретится с ним, дабы тот помог в поисках. Нил приходит к Кэнди с цветами и заявляет что хочет жениться на ней. Но Кэнди припоминает ему его "шалости". Элиза внезапно понимает, что Кэнди может унаследовать хорошее состояние, ведь официально она все еще Эндри. И убеждает мать не препятствовать браку Кэнди с Нилом, тем более, что всегда можно развестись. Вместе они уговаривают миссис Элрой на это. Кэнди второй раз попадается на удочку с автомобилем. На этот раз слуги, что приехали на нем, говорят, что действуют от лица господина Уильяма. На самом деле это все Лэганы с перетянутой на свою сторону мадам Элрой. Для убедительности Элиза прикрывается дедушкой Уильямом - главой семьи Эндри, убеждая Кэнди, что это его приказ. Кэнди сбегает на поиски дядюшки. Он сейчас в Лэйквуде, и Кэнди едет туда. | |                       |                      |
| 115 | «Цветы во всем цвету на холме Пони» «Пони: но ока ва ханадзакари» (ポニーの丘は花ざかり)                                 | 2 февраля 1979 года   | 25 апреля 1995 года  |
| Кенди узнает, кто такой дядюшка Уильям. И раскрываются многие нюансы. | |                       |                      |